# Punicinol A
Punicinol A (6β-acetoxycholestane-3β,5α,11β-triol) é um esteroide polioxigenado cuja fórmula química é C28H46O5. Seu nome deriva da espécie da qual foi isolado (Leptogorgia punicea).

### Origem
Punicinol A (6β-acetoxycholestane-3β,5α,11β-triol) é um esteroide polioxigenado encontrado em boa parte da costa brasileira, desde o estado de Santa Catarina até o Maranhão, na espécie de gorgonias  Leptogorgia punicea. Outras espécies desse mesmo gênero podem ser encontradas no oceano Atlântico, mar do Caribe, mar Mediterrâneo além do sudeste africano e regiões subantartícas. Desta espécie foram isolados 5 novas substâncias (Punicinol A, B, C, D e E).

### Biossíntese
Devido seu núcleo esteroidal, os precursores necessários para a formação do esqueleto carbônico derivam da via do ácido mevalônico (MAV) ou pela via independente de ácido mevalônico (MEP). O produto final dessas vias são o isopentenil-pirofosfato(IPP)  e dimetilalil-pirofosfato(DMAPP). Esses isômeros se condesam para a formação de 2 moléculas de farnesil pirofosfato, que por sua vez, formam o esqualeno. O esqualeno é precursor dos colestanos, núcleo esteroidal que caracteriza o punicinol A.

### Atividade biológica
Estudos de viabilidade celular mostraram que o punicinol A, assim como o punicinol B  foram mais capazes de inibir o crescimento celular de linhagens A549 (células epiteliais basais de adenocarcinoma alveolar humano) quando comparados com a cisplatina. Ainda, foi avaliado a capacidade de sinergismo do punicinol A com o paclitaxel. As melhores condições de sinergismo encontradas quando a concentração molar de punicinol A foi mais de 32x menor que seu IC50. Isso sugere que novos estudos sejam necessários para esclarecer esta atividade.
O mecanismo de ação proposto é que o punicinol A atue no ciclo celular, aumentando o tempo que as células permanecem nas fases G0/G1 quando comparadas com o controle de células sem tratamento.